# Stanisław Tuszewski
Stanisław Tuszewski, także Stanisław Bartik-Tuszewski (ur. 10 listopada 1929 w Krakowie, zm. 2009) – polski działacz partyjny i państwowy, inżynier, doktor nauk technicznych, zastępca przewodniczącego Komisji Planowania przy Radzie Ministrów (1980–1981).

## Życiorys
Syn Józefa. Ukończył studia na Akademii Górniczo-Hutniczej w Krakowie, specjalizując się w metalurgii i hutnictwie. Uzyskał stopień doktora nauk technicznych, specjalizując się w zakresie organizacji i zarządzanie hutnictwem, był wykładowcą macierzystej uczelni. Pomiędzy 1945 a 1954 występował jako koszykarz klubu Wisła Kraków, zdobywając tytuł wicemistrza (1952) i mistrza (1954) Polski w tej dyscyplinie.
Od 1952 do 1953 pracował jako asystent w Instytucie Metalurgii w Gliwicach, następnie starszy projektant w Biurze Projektów Huty im. Lenina w Krakowie (1953–1954), zastępca kierownika pracowni w Biurze Projektów Huty Warszawa (1955–1956), zastępca kierownika zmiany w Huta „Baildon” w Katowicach (1956–1957) oraz metalurg Huty Warszawa (1957–1962). W 1964 wstąpił do Polskiej Zjednoczonej Partii Robotniczej. W 1962 został starszym radcą w Komisji Planowania przy Radzie Ministrów, następnie był wicedyrektorem zespołu i dyrektorem Zespołu Hutnictwa (1970–1980), a od października 1980 do grudnia 1981 zastępcą przewodniczącego Komisji. 
Ojciec polityk Marty Fogler.